# Musikinstrument

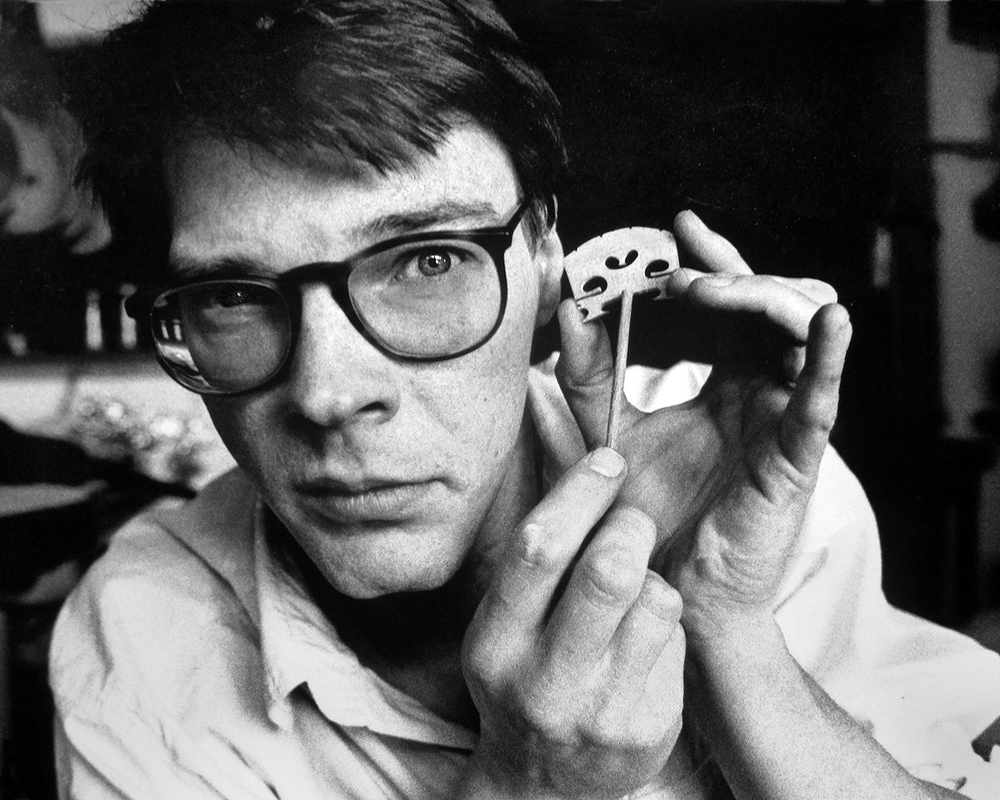
En instrumentmakare stämmer stallet till en fiol. Det är viktigt att alla delar i ett akustiskt musikinstrument har samma resonans (frekvens). Med en liten "stämmpinne" knäpper han på stallet och med sitt gehör kan han avgöra om stallet har den rätta resonansen.

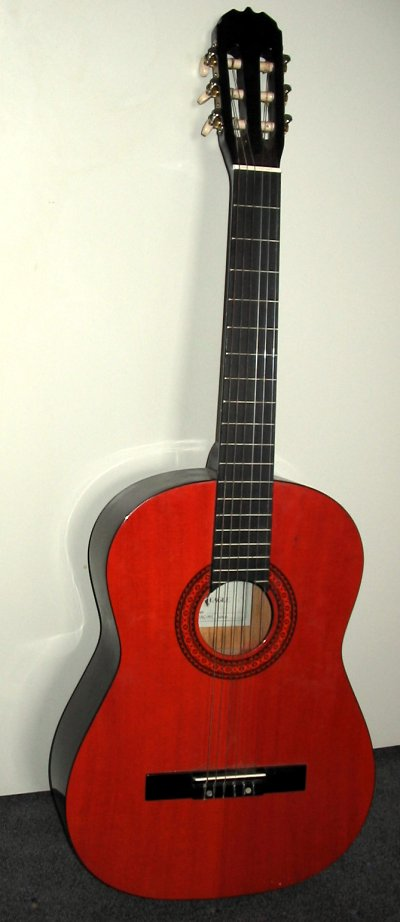
En akustisk gitarr är ett exempel på ett musikinstrument.

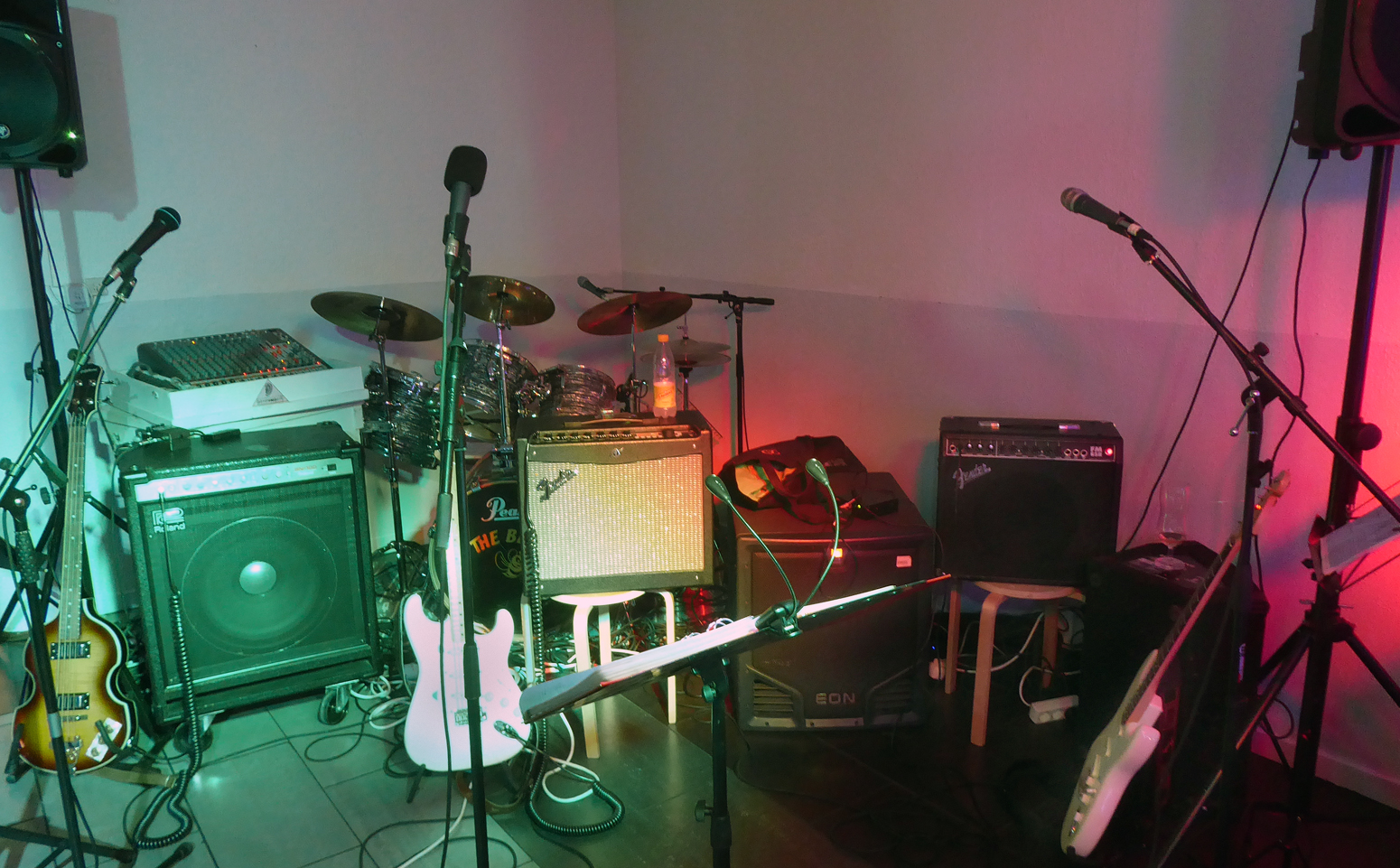
Ett rockbands olika musikinstrument.

Ett musikinstrument är ett redskap som används för att framställa eller spela musik. Den mänskliga rösten räknas normalt inte som ett musikinstrument, och inte heller handklappningar, då dessa musikyttringar framställs enbart med den mänskliga kroppen och inte kräver redskap. En musiker som spelar ett instrument kallas instrumentalist, och en musiker som kan spela flera kallas multiinstrumentalist.

## Klassificering av musikinstrument
System för att klassificera musikinstrument finns dokumenterade från åtminstone 300 f.Kr. Varje epok och kultur har därefter utvecklat sin egen systematik. Dokumentationen av dessa system kan förstås variera högst avsevärt.

### Indelning i familjer
Musikinstrument kan indelas i olika familjer:
- slagverksinstrument, till exempel trummor av olika slag, xylofon, marimba, pukor, etc.
- blåsinstrument, till exempel träblåsinstrument som klarinett, tvärflöjt, oboe, fagott, eller bleckblåsinstrument som trumpet, trombon, valthorn och tuba. Här ingår även orgel och klaviatur (dragspel). Det som avgör om ett blåsinstrument är bleckblås eller träblås är munstycket. Bleckblåsinstrument har ett klockformat munstycke där läpparnas vibration sätter luftpelaren i instrumentet i vibration vilket resulterar i en ton.
- stränginstrument där piano ingår liksom harpa, luta, mandolin, gitarr, banjo, ukulele etc. Hit hör violinfamiljens medlemmar: fiol eller violin, altfiol eller viola, cello eller violoncell samt basfiol eller kontrabas.
- elektroniska instrument som i motsats till akustiska instrument är förstärkta av elektricitet.

### Klassificering efter tonomfång
Ofta jämför man musikinstrumenten med den mänskliga rösten och dess tonomfång. Detta ger en kategorisering, "på ena ledden", efter de namn på de olika sångstämmor som brukar användas i västvärlden. Denna kategorisering kombineras ofta med någon av de andra nedan, man talar till exempel om violinfamiljen som inkluderar samtliga dessa stämmor.
- Sopran
- Alt
- Tenor
- Bas

### Klassificering efter klangfärg
En gitarr låter inte som en xylofon. De olika klangfärger som musikinstrumenten har är viktiga för örat.
Uppdelningen mellan blås-, sträng- och membraninstrument har grekiskt ursprung. Undergrupperna, som knäpp- och stråkinstrument, är av yngre datum.
I Indien delade man redan innan vår tideräkning upp instrumenten i stränginstrument, blåsinstrument, självljudande instrument och membraninstrument. Detta system adopterades av Erich von Hornbostel och Curt Sachs i början av 1900-talet. Deras system kallas Hornbostel-Sachs systemet. En femte kategori har tillkommit sedan dess: elektroakustiska instrument som elpiano. Denna kategorisering är särskilt vanlig bland musiketnologer. 
- Blåsinstrument
  - Bleckblåsinstrument
  - Träblåsinstrument
- Stränginstrument
  - Knäppinstrument
  - Stråkinstrument
- Membraninstrument
- Självljudande instrument
- Elektroakustiska instrument

### Klassificering efter spelsätt
Spelteknik har ofta central betydelse för musiker. En cembalo, ett piano och ett elpiano spelas på likvärdigt sätt men deras konstruktion och klangfärg är mycket olika.
- Klaviaturinstrument
- Slaginstrument
- Automatiska Musikinstrument

### Klassificering efter geografisk och historiskt ursprung
- Indiska musikinstrument
- Japanska musikinstrument
- Kinesiska musikinstrument
- Västerländska musikinstrument

## Omfång för olika musikinstrument
Nedan redovisas en jämförelse mellan olika musikinstruments tonomfång.